# Montanoa
Montanoa là một chi thực vật có hoa trong họ Cúc (Asteraceae).

## Lịch sử phân loại
Quyển 4 sách Nova Genera et Species Plantarum in khổ đôi (folio) công bố tại Paris ngày 26 tháng 10 năm 1818. Tại trang 210-211 và tab.396, Carl Sigismund Kunth công bố chi Eriocoma với loài Eriocoma floribunda thuộc họ Asteraceae.
Tuy nhiên, vào ngày 27 tháng 5 năm 1818 thì Thomas Nuttall đã công bố chi Eriocoma với loài Eriocoma cuspidata trong The Genera of North American Plants, thuộc họ Poaceae. Do đó, Eriocoma của Kunth là đồng danh muộn và vì thế nó là danh pháp không hợp lệ (nom. illeg.).
Năm 1825, Vicente Cervantes công bố chi Montanoa với loài duy nhất được ông mô tả là Montanoa tomentosa.

## Từ nguyên
Tên chi đặt theo tên của Luis Josė Montaña (1755-1820), bác sĩ-giáo sư hàng đầu Mexico vào thời gian đó.

## Các loài
Chi Montanoa hiện nay được công nhận gồm 29 loài:
- Montanoa affinis
- Montanoa andersonii
- Montanoa angulata
- Montanoa atriplicifolia
- Montanoa bipinnatifida. Du nhập vào Việt Nam, gọi là ngân sơn.
- Montanoa echinacea
- Montanoa fragrans
- Montanoa frutescens
- Montanoa gigas
- Montanoa grandiflora
- Montanoa guatemalensis
- Montanoa hexagona
- Montanoa hibiscifolia
- Montanoa imbricata
- Montanoa josei
- Montanoa karvinskii
- Montanoa laskowskii
- Montanoa leucantha
- Montanoa liebmannii
- Montanoa mollissima. Du nhập vào Việt Nam, gọi là kiều quỳ.
- Montanoa ovalifolia
- Montanoa pteropoda
- Montanoa quadrangularis
- Montanoa revealii
- Montanoa serboana
- Montanoa speciosa
- Montanoa standleyi
- Montanoa tehuacana
- Montanoa tomentosa